# Shades of the Black Sky
Shades of the Black Sky war eine von 2013 bis 2014 aktive Funeral-Doom-Band.

## Geschichte
Der Musiker Dmitriy „Angel of Sorrow“ Rastorguev initiierte Shades of the Black Sky als eines mehrerer Projekte mit welchen er in verschiedenen Metal-Stilen agierte. Er debütierte 2013 mit Чёрная тишина (kyrillisch: Schwarze Stille) über Frozen Light Records. Rastorguev behielt die Kooperation bei und veröffentlichte nachkommend eine EP und ein Album über das Label. Nach dieser kurzen Spanne beendete Rastorguev das Projekt und nahm die Idee für das Folgeprojekt Rain in the Autumn Forest auf. Für das posthum veröffentlichte Album Увядание (kyrillisch: Verwelken) kooperierte Rastorguev neben Frozen Light Records mit Satanarsa Records.

## Stil
Die von Shades of the Black Sky gespielte Musik wird dem Funeral Doom zugerechnet. Für das Webzine Concreteweb beschreibt Ivan Tibos die Musik als „schlicht minimalistischen“ und repetitiven Blackened Funeral Doom, dessen Atmosphäre
„Melancholie, Aufrichtigkeit, Trostlosigkeit, Depression, Hass und Introspektion“ transportiere. Die Musik bediene sich typischer Muster des Funeral Doom und erscheine dadurch „traditionell und zeitlos sowie universell“ im Genre. Das Gitarrenspiel variiert zwischen „langsamen und trostlosen, sich selbst wiederholenden Gitarrenmelodien, die von halbakustischen Gitarren“ gespielt werden und als schwer und typisch beschriebenem Riffing. Das Schlagzeug bleibe im Stereotyp des Genres langsam und dabei ohne Besonderheit. Der Gesang variiere zwischen Flüstern und Growling.

## Diskografie
- 2013: Чёрная тишина (Album, Frozen Light Records)
- 2014: Через боль к пустоте (EP, Frozen Light Records)
- 2014: То, что нас поглотит (Album, Frozen Light Records)
- 2014: Увядание (Album, Frozen Light Records/Satanarsa Records)